# Ludmiła Dziewięcka-Bokun
Ludmiła Marta Dziewięcka-Bokun (ur. 5 kwietnia 1946) – polska ekonomistka i wykładowczyni akademicka, specjalistka w zakresie polityki społecznej, rektor Dolnośląskiej Wyższej Szkoły Służb Publicznych „Asesor”.

## Życiorys
Absolwentka Wydziału Prawa Uniwersytetu Wrocławskiego. W 1983 Wydziale Nauk Społecznych tej samej uczelni w oparciu o pracę Sprawy socjalne w programach PZPR do 1970 roku, napisaną pod kierunkiem Jana Jończyka, uzyskała stopień doktora nauk politycznych. Habilitowała się w 2000 na Wydziale Ekonomii Akademii Ekonomicznej im. Karola Adamieckiego w Katowicach na podstawie rozprawy zatytułowanej Systemowe determinanty polityki społecznej, za którą w 1999 otrzymała nagrodę indywidualną PAN w konkursie na najlepsze prace z zakresu polityki społecznej. Wykładała na Uniwersytecie Wrocławskim (gdzie doszła do stanowiska profesora nadzwyczajnego) i na uczelniach zagranicznych (m.in. w Lejdzie i Heidelbergu). Była stypendystką m.in. Programu Fulbrighta.
W latach 1995–1998 jako niezależny ekspert Rady Europy brała udział w projekcie „Bieda i ekskluzja społeczna”. W 1997 została członkiem honorowym Phi Beta Delta – Honour Society for International Scholars. W 2000 założyła Dolnośląską Wyższą Szkołę Służb Publicznych „Asesor” we Wrocławiu, pełniła funkcję rektora tej uczelni. Po połączeniu uczelni została profesorem nadzwyczajnym w Dolnośląskiej Szkole Wyższej we Wrocławiu. W 2008 została wiceprzewodniczącą Konferencji Rektorów Zawodowych Szkół Polskich. W kwietniu 2012 objęła funkcję prezesa stowarzyszenia Nasz Tyniec Mały.
W wyborach w 2004 kandydowała do Parlamentu Europejskiego z ramienia NKWW, a w wyborach w 2014 do sejmiku dolnośląskiego z listy Bezpartyjnych Samorządowców.
Odznaczona Złotym Krzyżem Zasługi (2005) oraz Krzyżem Kawalerskim Orderu Odrodzenia Polski (2011).